# Julius Hjulian
Julius Hjulian (Fodd, 15 marzo 1903 – 31 gennaio 1974) è stato un calciatore svedese naturalizzato statunitense, di ruolo portiere.

## Carriera
Prese parte ai mondiali del 1934 con la Nazionale statunitense.